# جان موزز
جان موزز (به انگلیسی: John Moses) سناتور سابق عضو حزب دموکرات ایالات متحده آمریکا بود. وی در سال 1945 میلادی سناتور ایالت داکوتای شمالی در سنای ایالات متحده آمریکا بود.